# 브라이셔 Y. 그레이
브라이셔 Y. 그레이(Bryshere Y. Gray, 1993년 11월 28일 ~ )는 미국의 배우, 래퍼이다.